# Вудвілл (Вісконсин)
Вудвілл (англ. Woodville) — селище (англ. village) в США, в окрузі Сент-Круа штату Вісконсин. Населення — 1353 особи (2019).

## Географія
Вудвілл розташований за координатами 44°56′55″ пн. ш. 92°17′7″ зх. д. / 44.94861° пн. ш. 92.28528° зх. д. (44.948558, -92.285287).  За даними Бюро перепису населення США в 2010 році селище мало площу 4,57 км², уся площа — суходіл.

## Демографія
Згідно з переписом 2010 року, у селищі мешкали 1344 особи в 525 домогосподарствах у складі 334 родин. Густота населення становила 294 особи/км².  Було 566 помешкань (124/км²).
Расовий склад населення:
| - 96,1 % — білих - 0,5 % — азіатів - 0,1 % — корінних американців - 0,1 % — чорних або афроамериканців - 1,0 % — осіб інших рас |

До двох чи більше рас належало 2,2 %. Частка іспаномовних становила 2,3 % від усіх жителів.
За віковим діапазоном населення розподілялося таким чином: 28,1 % — особи молодші 18 років, 58,7 % — особи у віці 18—64 років, 13,2 % — особи у віці 65 років та старші. Медіана віку мешканця становила 34,2 року. На 100 осіб жіночої статі у селищі припадало 101,2 чоловіків;  на 100 жінок у віці від 18 років та старших — 99,2 чоловіків також старших 18 років.
Середній дохід на одне домашнє господарство  становив 54 390 доларів США (медіана — 44 091), а середній дохід на одну сім'ю — 61 779 доларів (медіана — 50 972). За межею бідності перебувало 8,0 % осіб, у тому числі 8,2 % дітей у віці до 18 років та 8,0 % осіб у віці 65 років та старших.
Цивільне працевлаштоване населення становило 624 особи. Основні галузі зайнятості: виробництво — 22,9 %, освіта, охорона здоров'я та соціальна допомога — 16,7 %, будівництво — 10,9 %, роздрібна торгівля — 10,3 %.